# Урош Лучић
Урош Лучић (Београд, 12. март 1983) је српски кошаркаш. Игра на позицији крилног центра.
Његов млађи брат Владимир је такође кошаркаш и репрезентативац Србије.

## Биографија
Урош је током своје каријере променио доста клубова у Србији, углавном из Кошаркашке лиге Србије.
Наступао је и за словеначке клубове Златорог и Крку. Са Крком је три пута освојио првенство Словеније.
Током јесени 2011. кратко је наступао за Раднички из Крагујевца.
У лето 2013. потписао је за МЗТ-а из Скопља. У њиховом дресу провео је наредне две сезоне и за то време освојио три домаћа трофеја — два првенства и један куп. У сезони 2015/16. наступао је за румунску Орадеу и са њом је освојио национално првенство. Током 2016. године поново је био играч МЗТ-а из Скопља.
У сезони 2019/20. је наступао за БКК Раднички у Другој лиги Србије.

## Успеси

### Клупски
- Крка:
  - Првенство Словеније (3): 2009/10, 2011/12, 2012/13.
- МЗТ Скопље:
  - Првенство Македоније (2): 2013/14, 2014/15.
  - Куп Македоније (1): 2014.
- Орадеа:
  - Првенство Румуније (1): 2015/16.